# Industries chimiques du Sénégal
Industries chimiques du Sénégal (ICS) ist ein Phosphatbergbauunternehmen und Chemieunternehmen in Senegal.
Das Unternehmen wurde 1976 gegründet und fusionierte 1996 mit Compagnie sénégalaise des phosphates de Taïba (CSPT). Im Jahr 2014 wurde das Unternehmen von dem asiatischen Konzern Indorama übernommen.
ICS ist nach eigener Aussage größter Produzent von Phosphatdüngerprodukten in Subsahara-Afrika. 1960 begann der Abbau von Phosphatgestein und 1984 die Produktion von Phosphorsäure. Der Industriekomplex hat drei Standorte. Die Tagebaue des Unternehmens mit umfangreichen Lagerstätten an hochwertigem Phosphaterz liegen in Darou Khoudoss und Méouane, rund 100 Kilometer nordöstlich der Hauptstadt Dakar. Die Ergiebigkeit der Phosphatlagerstätten bei dem Dorf Tobène in der Gemeinde Méouane wird auf 50 Millionen Tonnen Phosphat geschätzt.
Die Phosphorsäureanlagen befinden sich dort in der Nähe und haben eine Produktionskapazität von 600.000 Tonnen pro Jahr. ICS betreibt dort ein eigenes Kohlekraftwerk von 20 MW Leistung. Düngemittel werden in Diamaguène-Sicap Mbao produziert, einem Stadtbezirk von Pikine in der Metropolregion Dakar. Die Standorte des Unternehmens sind über Gleisanschlüsse sowie eigene Lokomotiven und Waggons auf der Eisenbahnstrecke Dakar–Saint-Louis bis hin zum Tiefwasserhafen Port autonome de Dakar miteinander verbunden. ICS exportiert den Großteil seiner Phosphorsäure nach Indien, während es seine Düngemittelprodukte in Westafrika und auf den internationalen Märkten verkauft.